# Jyotika Sehgal

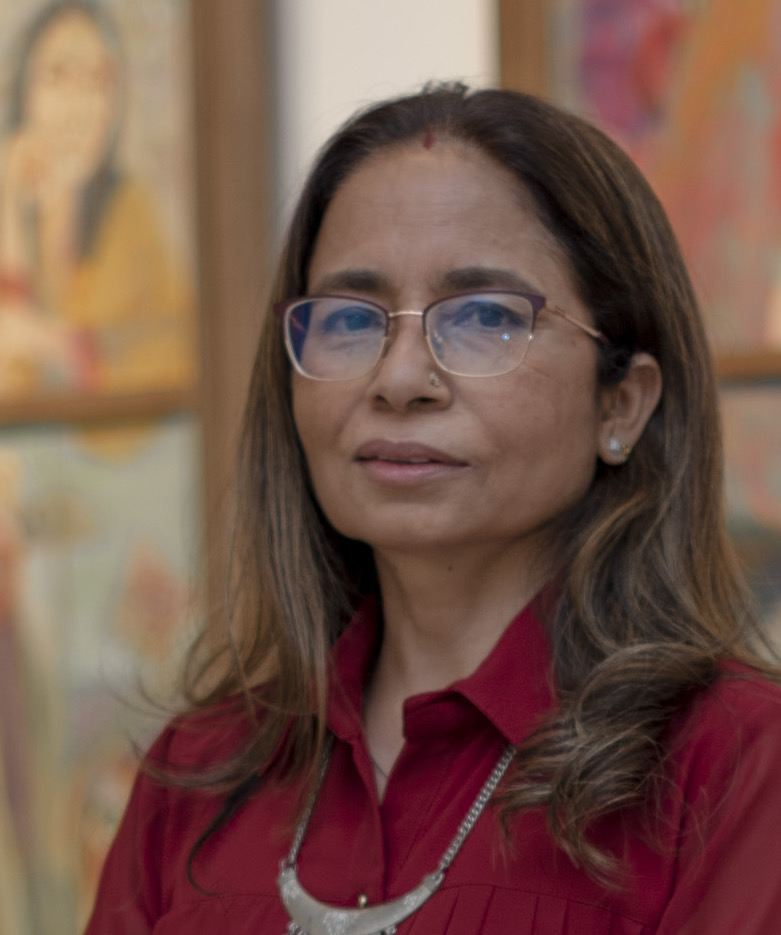
Jyotika Sehgal (2021)

Jyotika Sehgal (Hindi ज्योतिका सहगल; * 30. März 1963 in Neu Delhi) ist eine bildende Künstlerin indischer Herkunft.
Sehgal, Professorin für Malerei, leitete ab 2015 als Head of Department (HOD) bis zu ihrem Vorruhestand im August 2021 das der University of Delhi angegliederte Department of Painting, College of Art, New Delhi, in dem sie seit Januar 1996 als künstlerische Akademikerin gewirkt hatte. In den ersten acht Jahren war Sehgal verantwortlich für die 'Foundation Section' des College, ab 2010 als Leiterin der Malklasse, bevor sie im Jahr 2015 die Leitung der Abteilung für Malerei als Ganzes innehatte.

## Leben und Arbeit
Sehgal erwarb ihren Ph.D. durch praxisorientierte Forschung an der University of the West of England (UWE, Bristol) und an der University of Delhi, Indien. 2015 promovierte sie in Indien mit ihrer Arbeit zum Thema „Eine Untersuchung des Übersetzungsprozesses ‚lingual to visual‘ als Form der transdisziplinären und transkulturellen Vermittlung“. Darauf aufbauend erschien 2018 ihr mehrsprachiges Buch To Reach You, I Dream in der Reihe Loom-mool des Lecti Book Studio. Ihr E-Book Guru Nanak Dev Ji’s, Jap Ji Sahib, Manifestations of the Magnificent ist seit 2019 auf Smashwords.com erhältlich.  Im Jahr 2024 veröffentlichte sie ihr zweites Buch „Sab Ek Oangkaar, Nanak“ über „Visual Translation“ auf Amazon KDP.
Jyotika Sehgal malt hauptsächlich in Öl und Eitempera. Ihr Atelier befindet sich seit 2020 in Berlin.
Ihr Ehemann war der 2021 verstorbene indisch-deutsche Schriftsteller und Synchronsprecher Rajvinder Singh. Das Paar hat die gemeinsame Tochter Nuria Singh.

## Ausstellungen
In Einzelausstellungen wurden ihre Werke 2002 in der indischen Botschaft, Berlin, 2003 im Wolfson College der University of Oxford, Großbritannien und 2021 in der Shridharani Gallery, Triveni Kala Sangam, Neu-Delhi präsentiert.
2007: Berlin, Inselgalerie („Zum 80.“, mit Vera Singer, deutsche Malerin und Grafikerin)

## Auszeichnungen
In Indien erhielt sie 1987 seitens des Sahitya Kala Parishad den Yuva Mahotsav Award, darüber hinaus 1988 ein National Cultural Scholarship. 2002 zeichnete sie das British Council mit dem Charles Wallace India Trust Award für England, 2011 die Lalit Kala Akademy mit dem National Academy Award in Malerei aus.

## Veröffentlichungen
- To Reach You I Dream – um dich zu erreichen, träume ich. Loom-mool series by the Lecti Book Studio, 2018, ISBN 978-619-192-254-3.
- Guru Nanak Dev Ji’s, Jap Ji Sahib, Manifestations Of The Magnificent. Smashwords, 2019, ISBN 978-0-463-79812-6.
- Guru Nanak Dev Ji’s, Jap Ji Sahib, Manifestations Of The Magnificent. 2nd Edition,April 2024, at Amazon and Apple Books,  ISBN 9798322120384
- SAB EK OANGKAAR, NANAK. A VISUAL TRANSLATION, Interpreted Text & Paintings on Guru Nanak Dev Ji’s Jap Ji Sahib, Nov’ 2024 at KDP Amazon and Apple Books ISBN 9798300528010